# 阿列克谢·米哈伊洛维奇·瓦西里耶夫
阿列克谢·米哈伊洛维奇·瓦西里耶夫（俄语：Алексей Михайлович Васильев，1939年4月26日—），苏联及俄罗斯社会政治史学者。主要研究现代阿拉伯国家和非洲国家的社会与政治发展史，以及国际关系等问题。2011年当选俄罗斯科学院院士。

## 生平
1939年生于列宁格勒。1962年毕业于苏联外交部国际关系学院国际关系专业。1966年，毕业于苏联科学院东方研究所研究生院，以18世纪阿拉伯瓦哈比主义的论文获得副博士学位。1981年，获全博士学位。
1962年至1983年，就职于《真理报》编辑部，曾任驻越南、土耳其和埃及的特派记者，国际事务专栏作家。1983年至1992年，担任苏联科学院非洲研究所副所长。1992年，开始担任俄罗斯科学院非洲研究所所长。
1999年，获得俄罗斯联邦功勋科学工作者荣誉称号。
2000年，当选俄罗斯科学院通讯院士。2011年，当选俄罗斯科学院国际关系与全球性问题学部院士。